# Бранко Ковачевић (кошаркаш)
Бранко Ковачевић (Ваљево, 15. март 1951) је некадашњи југословенски и српски кошаркаш. Играо је на позицији ниског крила и најпознатији је по наступима у Металцу и Црвеној звезди.

## Каријера

### Металац
Бранко је кошарком почео да се бави у родном Ваљеву, где је играо за екипу Металца. Сениорску кошарку је започео са Металцем у другој лиги. Ипак 1973. је предводио Металац до првог наступа у првој савезној лиги, са просеком од преко 30 поена по утакмици.  Тих сезона Бранко је био просто незаустављив, и са лакоћом је противницима убацивао преко 30, па и 40 поена. Ово је посебно вредан податак и због чињенице да тих година још увек није било линије за три поена, а Бранко Ковачевић је имао прецизан шут и са веће раздаљине од коша. 1977. и 1978. године предводио је Металац до високе 9 позиције на табели.

### Црвена звезда
1979. године прелази у Црвену звезду, за коју је играо наредних 5 сезона и забележио 178 званичних утакмица. Иако није био носилац као у Металцу, често је знао да постигне преко 30 поена. У полфуиналу Купа Кораћа постигао је 34 поена протв Сарагосе и тако одвео Црвену звезду у финале овог такмичења 1984. године.

### Олимпија
Крај своје каријере проводи у Олимпији из Љубљане. У првој сезони искунси Ковачевић са Вилфаном враћа Олимпију у највиши ранг такмичења.

## Остало
Након кошаркашке каријере остао је активан у кошаркашким круговима и често је виђен на утакмицама. Активан је учесник хуманитарних акција и предводио је једну чији је циљ чување деце о трговине.